# Piper porphyrophyllum
Piper porphyrophyllum är en pepparväxtart som beskrevs av Nicholas Edward Brown. Piper porphyrophyllum ingår i släktet Piper och familjen pepparväxter. Inga underarter finns listade i Catalogue of Life.